# Down on the Upside
Albums de Soundgarden
Superunknown
(1994) King Animal
(2013)
Singles
1. Pretty Noose
Sortie : mars 1996
2. Burden in My Hand
Sortie : 18 septembre 1996
3. Blow Up the Outside World
Sortie : 18 novembre 1996
4. Ty Cobb
Sortie : avril 1997

Down on the Upside est le cinquième album studio du groupe grunge Soundgarden. Il est sorti le 21 mai 1996 sur le label A&M Records et a été produit par Adam Kadsper et le groupe. Il est le dernier album studio du groupe avant leur séparation de treize ans (1997 à 2010) et la sortie de King Animal en novembre 2012.

## Historique

### Enregistrement
Le travail pour l'enregistrement de cet album commença en juillet 1995, mais fut interrompu pour une tournée des festivals européens, Festival de Reading et Pukkelpop notamment. De retour d'Europe, le groupe se consacra encore un mois à l'écriture des chansons , puis entre au Studio Litho (dont le propriétaire est Stone Gossard) à Seattle où le groupe enregistra la plupart des titres de l'album. L'album sera complété dans les Studio Bad Animals, toujours à Seattle, où sera aussi effectué le mixage.
Après avoir changé de producteur sur tous leurs albums, les membres du groupe décidèrent de produire cet album eux-mêmes avec l'aide d'Adam Kasper, fidèle ingénieur du son qui travailla sur tous les albums depuis Badmotorfinger. Le mixage fut aussi réalisé en commun.

### Contexte
Bien que cet album reçut une forte reconnaissance, les ventes se sont rapidement affaiblies et il ne connut pas la même popularité que son prédécesseur Superunknown. La même année, d'autres groupes importants de Seattle rencontrèrent des difficultés : Alice in Chains venait de sortir son dernier album studio sans tournée majeure, et de plus son chanteur Layne Staley souffrait sérieusement de son addiction aux drogues. Parallèlement, la popularité de Pearl Jam baissa considérablement après la sortie sans promotion de No Code. Sans oublier que le suicide de Kurt Cobain survenu 2 ans auparavant, marquant la fin de Nirvana, était toujours présent dans les esprits. Tous ces événements marquèrent ce que beaucoup appellent "the end of grunge".
C'est aussi avec cet album que les premières dissensions apparurent, principalement entre Kim Thayil qui reprochait à Chris Cornell l'abandon des riffs heavy qui étaient l'essence du son de Soungarden. La tournée de promotion de l'album n'aggrava que les choses, ce qui amena le groupe à se séparer.

### Contenu
Tout comme ce fut le cas pour Superunknown, Down on the Upside frappe par l'évolution musicale du groupe. Les riffs lourds et accrocheurs caractéristiques des débuts de Soundgarden (en particulier sur Badmotorfinger) sont beaucoup moins présents. Un grand nombre de morceaux se distinguent par leurs mélodies plus légères et accessibles. Le tout est un mélange de hard rock et de punk rock teinté d'un certain psychédélisme (Blow Up the Outside World est un bon exemple de cette fusion), avec légères influences blues et folk comme dans la chanson Burden in My Hand (mélange acoustique et électrique). Chris Cornell déclara que les Beatles furent l'une de ces principales inspirations pour la composition de cet album.
Il est à noter que ce sont Chris Cornell et Ben Shepherd qui composèrent la majorité des titres de cet album. Kim Thayil n 'écrira que "Never the Machine Forever", titre qui lui fût inspiré par Greg Gilmore, l'ancien batteur de Mother Love Bone. Matt Cameron ne participera qu'à "Rhinosaur" et "Applebite".

### Réception
L'album débuta à la deuxième place du Billboard 200 et engendra les singles, Pretty Noose, Burden in My Hand, Blow Up the Outside World et Ty Cobb. Le groupe devint l'une des têtes d'affiche avec Metallica de la tournée Lollapalooza de 1996 et supporta ensuite l'album avec une tournée mondiale. Down on the Upside fut certifié disque de platine par le RIAA aux États-Unis. Il se classa à la première place des charts australien et néo-zélandais.

## Liste des pistes
| No  | Titre                     | Auteur        | Musique                | Durée |
| --- | ------------------------- | ------------- | ---------------------- | ----- |
| 1.  | Pretty Noose              | Chris Cornell | Cornell                | 4:12  |
| 2.  | Rhinosaur                 | Cornell       | Cornell / Matt Cameron | 3:14  |
| 3.  | Zero Chance               | Cornell       | Ben Shepherd           | 4:18  |
| 4.  | Dusty                     | Cornell       | Shepherd               | 4:34  |
| 5.  | Ty Cobb                   | Cornell       | Shepherd               | 3:05  |
| 6.  | Blow Up the Outside World | Cornell       | Cornell                | 5:46  |
| 7.  | Burden in My Hand         | Cornell       | Cornell                | 4:50  |
| 8.  | Never Named               | Cornell       | Shepherd               | 2:28  |
| 9.  | Applebite                 | Cornell       | Cameron                | 5:10  |
| 10. | Never the Machine Forever | Kim Thayil    | Thayil                 | 3:36  |
| 11. | Tighter & Tighter         | Cornell       | Cornell                | 6:06  |
| 12. | No Attention              | Cornell       | Cornell                | 4:27  |
| 13. | Switch Opens              | Cornell       | Shepherd               | 3:53  |
| 14. | Overfloater               | Cornell       | Cornell                | 5:09  |
| 15. | An Unkind                 | Shepherd      | shepherd               | 2:08  |
| 16. | Boot Camp                 | Cornell       | Cornell                | 2:59  |

## Musiciens
- Chris Cornell: chant, guitare, piano Rhodes sur "Overfloater", mandoline sur "Ty Cobb"
- Kim Thayil: guitare, guitare solo
- Ben Shepherd: basse
- Matt Cameron: batterie, percussion, Moog sur "Applebite"

avec
- Adam Kasper: piano sur "Applebite"

## Charts & certifications

### Album
Charts
| Pays                                 | Durée du classement | Meilleur classement | Date         |
| ------------------------------------ | ------------------- | ------------------- | ------------ |
| Allemagne (GfK Entertainment)        | 14 semaines         | 15e                 | 10 juin 1996 |
| Australie (ARIA Charts)              | 23 semaines         | 1er                 | 2 juin 1996  |
| Autriche (Ö3 Austria Top 40)         | 14 semaines         | 12e                 | 16 juin 1996 |
| Belgique (W) (Ultratop)              | 10 semaines         | 19e                 | 8 juin 1996  |
| Belgique (V) (Ultratop)              | 4 semaines          | 18e                 | 8 juin 1996  |
| Canada (RPM)                         | 27 semaines         | 4e                  | 10 juin 1996 |
| Écosse (Scottish Album Chart)        | 4 semaines          | 11e                 | 26 mai 1996  |
| États-Unis (Billboard 200)           | 44 semaines         | 2e                  | 8 juin 1996  |
| Finlande (Suomen virallinen lista)   | 9 semaines          | 4e                  | 19 mai 1996  |
| France (SNEP)                        | 3 semaines          | 16e                 | 12 juin 1996 |
| Italie (FIMI)                        | -                   | 19e                 | 1996         |
| Norvège (VG-lista)                   | 10 semaines         | 6e                  | 3 juin 1996  |
| Nouvelle-Zélande (RMNZ Albums Top40) | 37 semaines         | 1er                 | 2 juin 1996  |
| Pays-Bas (MegaCharts)                | 9 semaines          | 12e                 | 8 juin 1996  |
| Royaume-Uni (UK Albums Chart)        | 6 semaines          | 7e                  | 26 mai 1996  |
| Royaume-Uni (Rock and Metal)         | 38 semaines         | 1er                 | 26 mai 1996  |
| Suède (Sverigetopplistan)            | 15 semaines         | 3e                  | 24 mai 1996  |
| Suisse (Schweizer Hitparade)         | 9 semaines          | 20e                 | 9 juin 1996  |

Certifications
| Pays             | Certification | Ventes      | Date            |
| ---------------- | ------------- | ----------- | --------------- |
| Australie        | Platine       | 70 000 +    | 10 juillet 1997 |
| Canada           | Platine       | 100 000 +   | 11 juin 1996    |
| États-Unis       | Platine       | 1 000 000 + | 14 août 1996    |
| Nouvelle-Zélande | Platine       | 15 000 +    | 27 octobre 1996 |
| Royaume-Uni      | Argent        | 60 000 +    | 22 juillet 2013 |

### Singles
Pretty Noose
| Chart                   | durée du classement | Position | Date            |
| ----------------------- | ------------------- | -------- | --------------- |
| Mainstream Rock Tracks  | 26 semaines         | 4e       | 22 juin 1996    |
| Alternative Songs       | 16 semaines         | 2e       | 22 juin 1996    |
| Radio Songs             | 13 semaines         | 37e      | 8 juin 1996     |
| ARIA Charts             | 7 semaines          | 22e      | 26 mai 1996     |
| RPM Top Singles         | 11 semaines         | 43e      | 15 juillet 1996 |
| Suomen virallinen lista | 4 semaines          | 10e      | 1er mai 1996    |
| FIMI                    | 2 semaines          | 32e      | 5 octobre 2000  |
| RMNZ Singles Top40      | 5 semaines          | 18e      | 26 mai 1996     |
| UK Singles Chart        | 3 semaines          | 14e      | 12 mai 1996     |
| Sverigetopplistan       | 2 semaines          | 42e      | 3 mai 1996      |
| Schweizer Hitparade     | 1 semaine           | 47e      | 2 juin 1996     |

Burden in My Hand
| Chart                  | durée du classement | Position | Date              |
| ---------------------- | ------------------- | -------- | ----------------- |
| Mainstream Rock Tracks | 26 semaines         | 1er      | 31 août 1996      |
| Alternative Songs      | 26 semaines         | 2e       | 21 septembre 1996 |
| Radio Songs            | 17 semaines         | 40e      | 28 septembre 1996 |
| RPM Top Singles        | 18 semaines         | 9e       | 4 novembre 1996   |
| UK Singles Chart       | 2 semaines          | 33e      | 22 septembre 1996 |

Blow Up the Outside World
| Chart                  | durée du classement | Position | Date             |
| ---------------------- | ------------------- | -------- | ---------------- |
| Mainstream Rock Tracks | 26 semaines         | 1er      | 28 décembre 1996 |
| Alternative Songs      | 21 semaines         | 8e       | 14 décembre 1996 |
| Radio Songs            | 13 semaines         | 53e      | 7 décembre 1996  |
| RPM Top Singles        | 4 semaines          | 89e      | 2 décembre 1996  |
| UK Singles Chart       | 2 semaines          | 40e      | 22 décembre 1996 |

Ty Cobb / Rhinosaur*
| Chart                  | durée du classement | Position | Date       |
| ---------------------- | ------------------- | -------- | ---------- |
| Mainstream Rock Tracks | 15 semaines         | 19e      | 3 mai 1997 |

-*C'est la Face B, "Rhinosaur", qui fut classé dans les charts.

## Distinction

### Nomination
- Grammy Awards 1997 : Meilleure performance hard rock pour Pretty Noose